# Beat Saber
『Beat Saber』（ビートセイバー）はチェコのBeat Gamesが開発したVR対応の音楽ゲームである。
本作は前方から来るブロックをプレイヤーが持つ両手の剣を使って切り、点数を稼ぐ仕組みとなっている。
Microsoft Windowsを搭載したPC上でOculus Rift、Oculus Quest、Meta Quest 2 、Meta Quest 3、HTC Vive、Windows Mixed Reality、またPlayStation VRでプレイすることができる。Steam、Oculus Storeでは2018年5月からアーリーアクセス版としてリリースされた のち、2019年5月に正式販売された。日本ではPlayStation VR版が2019年3月に発売された。
さらに、2019年11月には日本国内でアーケード版のロケテストが開始された。

## 開発・販売

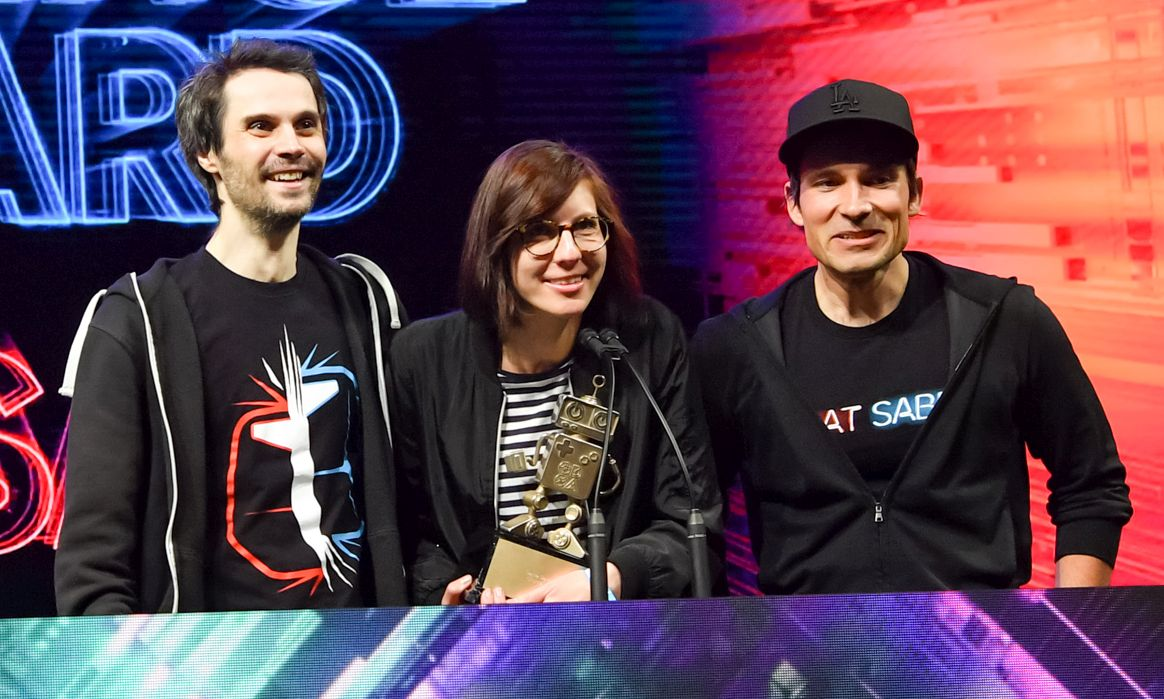
左から右：ウラジミール・"ロキ"・フリンチャール（プログラマー）,Michaela Dvořáková（マーケティングディレクター）, ヤロスラフ・ベック（音楽）。ゲーム・デベロッパーズ・チョイス・アワード 2019にて

2016年ごろ、ヤン・イラフスキーとウラジミール・"ロキ"・フリンチャールの二人は『カメレオンラン』の開発を終え、本作の開発に移行した。
本作の仕組みは「2つの剣でキューブを切り裂く」というシンプルなものであるが故にまねされやすいことを理解していた開発チームは、開発期間の大半をゲームの構成要素のブラッシュアップに利用した。
2017年、本作のα版の予告編が公開された。同じくチェコ出身の作曲家の ヤロスラフ・ベックはこれを見て開発チームへの参加を決意し、彼らに連絡を取った。
アーリーアクセス版が公開される少し前に当たる2018年1月、ヤンが開発中の本作に関する動画をSNSに投稿したところ、8,000リツイートと17,000いいねを得た。
その後、ベックはLIVという会社と接触し、LIVとの交流の中で「VRのために作ったリズムゲームはただのリズムゲームではなく、音楽を感じることができる全く新しい方法で音楽を楽しむものだ」という啓示を得たとMogura VRとのインタビューの中で振り返っている。
そして、開発チームはBeat Gamesという会社を立ち上げ、ベックがCEOにおさまった。
Steamでのアーリーアクセス版が発売された後、レベルエディタも出すという発表がなされたが、2019年5月までに延期された。
その後、PlayStation 4版が 2018年11月20日に発売された。
2019年3月、カナダのレコード会社・モンスターキャットの楽曲10曲を収録した有料DLCが発売された。
また、同年のエイプリルフールには、同レーベルに所属するノイズストームの『クラブ・レイブ』が無料で配信された。
さらに、同年5月2日、アーリーアクセスの公開から1周年記念として、開発初期バージョンである"Beat Saber Origins"が無料で配布された。
2019年5月21日、PC版が正式に発売された。
2019年11月26日、 Facebook, Inc. は本作の開発元であるBeat Gamesを買収してOculus Studiosの傘下に収めたことを発表した。この買収によって他社VRデバイス向けの『Beat Saber』の開発に支障をきたすものではないことを明らかにし、Beat Gamesはプラハのインディーズゲームスタジオとしての活動を継続する。
また、同スタジオは360度モードの開発を進めている。

### 選曲
本作には、エレクトロニック・ダンスミュージックを中心とした楽曲が多く使われている。
日本国内のアーティストとしては、かめりあの楽曲が2019年7月26日に3曲（1曲は他アーティストとの合作）、2020年1月29日に3曲、更に2023年12月17日にも1曲が無料追加配信されている。

## 反響
本作はアーリーアクセス版の発売から1か月で10万本を売り上げた。
また、バーチャルYoutuberをはじめとする多くのプレイヤーによって本作のプレイ動画がインターネット上に投稿された。